# Giải bóng đá U-19 Quốc tế Thanh Niên 2022
Giải bóng đá U-19 Quốc tế Thanh Niên 2022 (tiếng Anh: 2022 International U-19 Football Thanh Nien Tournament) là lần thứ tư của giải bóng đá U-19 Quốc tế Báo Thanh Niên, giải bóng đá giao hữu quốc tế dành cho lứa tuổi dưới 19 do báo Thanh Niên và Liên đoàn Bóng đá Việt Nam (VFF) phối hợp tổ chức. Đây là mùa giải đầu tiên của giải U-19 Quốc tế sau ba năm gián đoạn vì ảnh hưởng của đại dịch COVID-19. Giải đấu lần này được tổ chức từ ngày 5 tháng 8 đến ngày 11 tháng 8 năm 2022 tại tỉnh Bình Dương.

## Địa điểm
Tất cả các trận đấu của giải đều diễn ra tại Sân vận động Gò Đậu ở tỉnh Bình Dương.
| Bình Dương | Bình Dương          |
| ---------- | ------------------- |
| Bình Dương | Sân vận động Gò Đậu |
| Bình Dương | Sức chứa: 18.250    |
| Bình Dương |                     |

## Các đội tham dự
Dưới đây là các đội tuyển tham dự giải đấu lần này. Nhật Bản và Ả Rập Xê Út là hai đội tuyển cũng nằm trong danh sách tham gia dự kiến, nhưng đều không có mặt trong danh sách cuối cùng.
- Việt Nam (chủ nhà)
- Thái Lan
- Malaysia
- Myanmar

## Vòng bảng
| VT | Đội          | ST | T | H | B | BT | BB | HS | Đ | Giành quyền tham dự |
| -- | ------------ | -- | - | - | - | -- | -- | -- | - | ------------------- |
| 1  | Việt Nam (H) | 3  | 3 | 0 | 0 | 5  | 1  | +4 | 9 | Chung kết           |
| 2  | Malaysia     | 3  | 1 | 1 | 1 | 3  | 2  | +1 | 4 | Chung kết           |
| 3  | Thái Lan     | 3  | 1 | 1 | 1 | 1  | 1  | 0  | 4 | Tranh hạng 3        |
| 4  | Myanmar      | 3  | 0 | 0 | 3 | 0  | 5  | −5 | 0 | Tranh hạng 3        |

| Malaysia | 0–0      | Thái Lan |
| -------- | -------- | -------- |
|          | Chi tiết |          |

| Việt Nam                                    | 2–0      | Myanmar |
| ------------------------------------------- | -------- | ------- |
| - Nguyễn Văn Trường 8' - Nguyễn Ngọc Mỹ 33' | Chi tiết |         |

| Thái Lan      | 1–0      | Myanmar |
| ------------- | -------- | ------- |
| - Phuwanet 9' | Chi tiết |         |

| Việt Nam                                             | 2–1      | Malaysia    |
| ---------------------------------------------------- | -------- | ----------- |
| - Nguyễn Đức Anh 28' - Khuất Văn Khang 90+3' (ph.đ.) | Chi tiết | - Nazrin 5' |

| Myanmar | 0–2      | Malaysia                  |
| ------- | -------- | ------------------------- |
|         | Chi tiết | - Nazrin 4' - Rozaini 87' |

| Việt Nam              | 1–0      | Thái Lan |
| --------------------- | -------- | -------- |
| - Nguyễn Đình Bắc 14' | Chi tiết |          |

## Vòng đấu loại trực tiếp

### Tranh hạng ba
| Thái Lan                                                                | 7–3      | Myanmar                                                        |
| ----------------------------------------------------------------------- | -------- | -------------------------------------------------------------- |
| - Thanakrit 13', 23' - Kasidit 16' - Buakai 27', 64' - Khamyok 39', 83' | Chi tiết | - Hein Zaw Naing 9' - Thein Zaw Thiha 42' - Khant Sin Hein 44' |

### Chung kết
| Việt Nam                                                                                  | 1–1      | Malaysia                                   |
| ----------------------------------------------------------------------------------------- | -------- | ------------------------------------------ |
| - Nguyễn Văn Tú 11'                                                                       | Chi tiết | - Azhad 84'                                |
| Loạt sút luân lưu                                                                         |          |                                            |
| - Khuất Văn Khang - Nguyễn Đức Anh - Nguyễn Văn Tú - Nguyễn Hồng Phúc - Nguyễn Đăng Dương | 4–3      | - Azhad - Ahamad - Khalil - Danish - Izrin |

## Thống kê

### Các giải thưởng
Các giải thưởng dưới đây đã được trao sau khi giải đấu kết thúc:
| Cầu thủ xuất sắc nhất giải đấu | Thủ môn xuất sắc nhất giải đấu | Vua phá lưới      |
| ------------------------------ | ------------------------------ | ----------------- |
| Khuất Văn Khang                | Đoàn Huy Hoàng                 | Nazrin Nasir      |
| Khuất Văn Khang                | Đoàn Huy Hoàng                 | Thanakrit Laorkai |
| Khuất Văn Khang                | Đoàn Huy Hoàng                 | Peeranan Buakai   |
| Khuất Văn Khang                | Đoàn Huy Hoàng                 | Kakana Khamyok    |

### Cầu thủ ghi bàn
Đã có 21 bàn thắng ghi được trong 8 trận đấu, trung bình 2.62 bàn thắng mỗi trận đấu.
2 bàn thắng
- Nazrin Nasir
- Thanakrit Laorkai
- Peeranan Buakai
- Kakana Khamyok

1 bàn thắng
- Rozaini Bakar
- Azhad bin Arman
- Phuwanet Thongkhui
- Kasidit Kalasin
- Hein Zaw Naing
- Thein Zaw Thiha
- Khant Sin Hein
- Nguyễn Văn Trường
- Nguyễn Ngọc Mỹ
- Nguyễn Đức Anh
- Khuất Văn Khang
- Nguyễn Đình Bắc
- Nguyễn Văn Tú

### Bảng xếp hạng tổng thể
| VT | Đội          | ST | T | H | B | BT | BB | HS | Đ  | Kết quả |
| -- | ------------ | -- | - | - | - | -- | -- | -- | -- | ------- |
| 1  | Việt Nam (H) | 4  | 3 | 1 | 0 | 6  | 2  | +4 | 10 | Vô địch |
| 2  | Malaysia     | 4  | 1 | 2 | 1 | 4  | 3  | +1 | 5  | Á quân  |
| 3  | Thái Lan     | 4  | 2 | 1 | 1 | 8  | 4  | +4 | 7  | Hạng ba |
| 4  | Myanmar      | 4  | 0 | 0 | 4 | 3  | 12 | −9 | 0  | Hạng tư |

## Truyền hình
Tất cả các trận đấu của giải được phát sóng trực tiếp trên FPT Play cùng các kênh YouTube FPT Bóng Đá Việt và VFF Channel.